# Institutio de nomine et pronomine et verbo

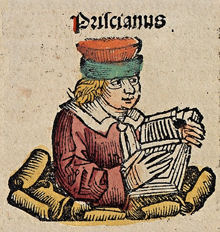
Een afbeelding van de grammaticus Priscianus in de Kroniek van Neurenberg (1493).

De Institutio de nomine, pronomine et verbo (“De leer over het naamwoord, het voornaamwoord en het werkwoord”) is een kort grammaticaal traktaat van Priscianus (fl. 500), een grammaticus uit de laat-antieke Romeinse wereld. Als onderwijzer van het Latijn in het Griekstalige milieu van Byzantijns Constantinopel levert hij met dit werkje een beknopt overzicht van de rededelen volgens een aantal paradigma’s. Precies in die paradigma’s schuilt zijn belangrijke bijdrage aan het latere taalonderwijs.

## Over de auteur
Over het leven van Priscianus zelf zijn weinig details met zekerheid geweten. Hij zou afkomstig zijn van de hoofdstad van de Romeinse provincie Mauretania Caesariensis, Caesarea. Cassiodorus, een andere Latijnse auteur van die periode, situeert hem als grammaticaleraar in Constantinopel onder keizer Anastasius I (491-518).

## Onderscheid met deInstitutiones Grammaticae
Om een frequente verwarring te voorkomen, is het belangrijk om het onderscheid te maken tussen de Institutio de nomine, pronomine et verbo en een ander werk van Priscianus, nl. de Institutiones grammaticae, ook wel kortweg de Institutiones genoemd. Dit laatste werk geldt als Priscanius' magnum opus: het biedt in een opeenvolging van maar liefst 18 boeken een overzicht van de tot dan toe bekende Griekse en Latijnse grammatica. De Institutio de nomine, pronomine et verbo biedt daarentegen een veel beknopter overzicht van de verschillende rededelen in het Latijn, en wordt daarom ook wel eens beschouwd als een soort samenvatting van (een deel van) de Institutiones.
De weinig stabiele benamingen ‘Priscianus Minor’ en ‘Priscianus Maior’ hebben de verwarring tussen beide titels sterk gevoed. Oorspronkelijk werd ‘Priscianus Minor’ gebruikt om te verwijzen naar het kleinere traktaat Institutio de nomine, pronomine et verbo, maar daar komt rond de 11e eeuw verandering in. Het is in die periode immers dat men, gedreven door een sterke interesse in de syntaxis vanuit de logica, de Institutiones grammaticae begon te heropwaarderen. Vanaf dat moment verwijzen ‘Priscianus Maior’ en ‘Priscianus Minor’ respectievelijk naar de eerste 16 boeken van de Institutiones en naar boeken 17-18, die toegespitst waren op syntaxis.

## Inhoud
Met zijn traktaat Institutio de nomine, pronomine et verbo geeft Priscianus in 14 pagina's een relatief beknopt overzicht van de verschillende rededelen zoals aangeduid in de titel, maar daarbovenop worden ook het participium en het supinum behandeld, telkens aan de hand van morfologische paradigma’s. De grootste aandacht gaat daarbij uit naar de woordklassen van het nomen en het verbum. In die hoedanigheid kan de tekst beschouwd worden als een soort naslagwerkje waarmee een student Latijn op efficiënte wijze de eigen kennis kon controleren of ondervragen. De Institutio de nomine, pronomine et verbo bevat ook een aantal sporen van de onderwijscontext van Priscianus zelf, die doceerde in een Griekstalig milieu. Zo citeert hij o.a. vaak Griekse auteurs, of maakt hij gebruik van Griekse woorden om de vertrouwdheid voor zijn doelpubliek te vergroten. De beschrijving van de eerste verbuiging van de nomina gaat als volgt:
“ut ὁ Λυσίας τοῦ Λυσίου hic Lysias huius Lysiae, ὁ Ἄντας τοῦ Ἄντα hic Antas huius Antae, ὁ Πριαμίδης τοῦ Πριαμίδου hic Priamides huius Priamidae (…)”

## Overzicht
Één voor één worden de verschillende woordklassen overlopen, te beginnen met de nomina die geordend zijn per verbuiging. Opmerkelijk daarbij is dat Priscianus in zijn behandeling van de nomina niet opteert voor een indeling op basis van het grammaticale geslacht van de desbetreffende naamwoorden, zoals wel het geval is in bijvoorbeeld het werk van de Latijnse grammaticus Aelius Donatus. In plaats daarvan hanteert hij een verdeling in verbuigingen gebaseerd op de genitiefuitgang, en meer bepaald op de klinkers in die uitgangen. Respectievelijk spreekt hij van een eerste verbuiging met de genitief op diftong -ae (poeta - poetae), een tweede op een lange -i (doctus - docti), een derde op een korte -is (pater - patris), een vierde op een lange -us (senatus - senatus), en ten slotte een vijfde op -ei (meridian - meridiei). Deze alternatieve benadering vindt men onder andere ook terug in het werk van Diomedes, een tijdgenoot van Donatus.
Vervolgens onderscheidt Priscianus 15 soorten pronomina: 8 ‘primitieve’ voornaamwoorden (vb. ego, tu, ille,ipse, hic, iste, is, …), en 7 daarvan afgeleide, bezittelijke voornaamwoorden (vb. meus, tuus, noster, vester, …).
Onder de categorie van de zogenaamde nomina mobilia vallen onbepaalde voornaamwoorden zoals quis, en een aantal pronominale adjectieven zoals unus, nullus, totus en alter.
Naast de nomina gaat de tweede hoofdfocus van de Institutio de nomine, pronomine et verbo uit naar de werkwoorden. Ook deze worden wederom onderling formeel opgedeeld, maar dan op basis van 4 vervoegingen naar de uitgang van de 1e persoon enkelvoud. Concreet overloopt Priscianus telkens de paradigma’s van de verschillende tijden en wijzen, waarbij hij telkens vooral focust op de regelmatigheden, om daarna kort in te gaan op enkele onregelmatigheden. Qua vorm van het werkwoord worden ook imperatieven, conjunctieven (al worden deze steevast ‘optatieven’ genoemd), participia en supini behandeld.

## Belang en receptie
De Institutio de nomine, pronomine et verbo kende, in tegenstelling tot de Institutiones, een vrij continue overlevering en veelvuldig gebruik in de middeleeuwen. Zo was het werk tegen het einde van de 7e eeuw algemeen bekend. Rond diezelfde periode beginnen afzonderlijke lijsten van paradigma’s te circuleren, waarin Priscianus’ invloed zich laat gelden, vooral met betrekking tot de nominale verbuigingen. De impact van Donatus nam daarbij wat af.
Met zijn Institutio de nomine, pronomine et verbo is Priscianus van onmetelijk belang geweest voor de latere traditie van het taalonderwijs. Want veel van de andere (laat-)antieke grammatici hebben grammatica’s geschreven voor een doelpubliek dat het Latijn nog machtig was, en legden daarom minder sterk de focus op morfologie en paradigma’s. Vanaf de 7e eeuw zorgde de opkomende context van de kerstening van West-Europa echter voor nieuwe pedagogische noden: het nieuwe doelpubliek was niet langer vertrouwd met het Latijn. Het is precies in die noodzaak dat Priscianus zijn waarde toont: zijn zeer pedagogisch gerichte grammatica’s stellen dergelijke morfologische paradigma’s centraal.
Als concreet voorbeeld van Priscianus’ belang kan zijn invloed op de zogenaamde ‘Insulaire Grammatica's’ dienen. Ook op de Britse eilanden wordt rond de 7e eeuw het gebrek aan een prominente aandacht voor morfologische paradigma’s als een probleem aangevoeld. Als reactie hierop begonnen de middeleeuwse geleerden ook daar hun eigen descriptieve grammatica’s samen te stellen. Als basis daarvoor vertrok men vaak vanuit Donatus, aangevuld met extra materiaal zoals Priscianus’ Institutio de nomine, pronomine et verbo. Zo wordt ook in deze ‘Insular Grammars’ Priscianus’ indeling van de nomina verkozen boven de geslacht-gebaseerde benadering van Donatus.